# Аксёнов, Юрий Ефимович
Ю́рий Ефи́мович Аксёнов (22 июля 1932 года — 13 января 2020 года) — советский театральный режиссёр, заслуженный деятель искусств РСФСР (1982). Заслуженный деятель искусств Украины (2004).

## Биография
Юрий Аксёнов окончил Ленинградский политехнический институт в 1956 году, затем поступил на режиссёрский факультет ЛГИТМиКа, который окончил в 1963 году. В ЛГИТМиКе учился у Георгия Товстоногова. С 1963 по 1983 год работал в Большом драматическом театре, с 1983 по 1990 год был главным режиссёром Ленинградского театра комедии.
Для Юрия Аксёнова характерен интерес к современной драматургии, поставленные им спектакли отличаются разнообразием по стилю и жанру. Кроме собственных постановок, поставил несколько спектаклей совместно с Георгием Товстоноговым, также был участником многих его постановок. Также поставил ряд спектаклей за рубежом.
Сын — рок-музыкант Александр Аксёнов (1964—2007), более известный как «Рикошет», лидер рок-группы «Объект насмешек».

## Творчество

### Большой драматический театр
- 1964 — «Ещё раз про любовь» Э. С. Радзинского
- 1966 — «Пузырьки» A. Хмелика
- 1968 — «Счастливые дни несчастливого человека» А. Н. Арбузова
- 1970 — «Защитник Ульянов» М. Ерёмина и Л. Виноградова
- 1971 — «Выпьем за Колумба!» Л. Жуховицкого (совместно с Товстоноговым)
- 1974 — «Кошки-мышки» И. Эркеня[4]
- 1975 — «Протокол одного заседания» А. И. Гельмана (совместно с Товстоноговым)
- 1976 — «Дом на песке» Р. Ибрагимбекова
- 1978 — «Жестокие игры» А. Н. Арбузова
- 1979 — «Мы, нижеподписавшиеся» А. Гельмана[1]
- 1982 — «Амадеус» П. Шеффера (совместно с Товстоноговым)

### Ленинградский театр комедии
- 1984 — «Синее небо, а в нём облака» В. К. Арро[1]
- 1984 — «Всё могут короли» С. В. Михалкова
- 1985 — «Родненькие мои» А. С. Смирнова
- 1985 — «Крестики-нолики» А. М. Червинского
- 1987 — «Двенадцатая ночь» Шекспира
- 1988 — «Зойкина квартира» М. А. Булгакова
- 1988 — «Чистые воды Китежа» по В. Ф. Тендрякову

## Награды
- Заслуженный деятель искусств РСФСР (1982)[1].
- Заслуженный деятель искусств Украины (19 апреля 2004 года) — за весомый личный вклад в развитие культурных связей между Украиной и Российской Федерацией, многолетнюю плодотворную творческую деятельность[2].